# Джонс, Бенджамин
Бенджамин Джонс (англ. Benjamin Jones; 1882 — 1963) — британский велогонщик, двукратный чемпион и серебряный призёр летних Олимпийских игр 1908.
На Играх 1908 в Лондоне Джонс соревновался в пяти дисциплинах. Он стал чемпионом в командной гонке преследования и заезде на 5000 м и выиграл серебряную медаль на дистанции 20 км. Также, он дошёл до финала спринта, но гонка была отменена из-за превышения лимита времени, и остановился на полуфинале гонки на 660 ярдов.